# Mont Scott (Oklahoma)
Pour les articles homonymes, voir Mont Scott et Mont Scott (Antarctique).
Le mont Scott est une montagne proéminente juste au nord-ouest de Lawton, dans l'Oklahoma, d'une altitude de 751 m. Il est situé dans les montagnes Wichita à proximité de Fort Sill et se trouve dans le refuge faunique Wichita Mountains (WMWR). L'US Fish and Wildlife Service est responsable de l'entretien de la zone. Les visiteurs peuvent accéder au sommet en voiture ou à vélo via une route goudronnée de pratiquement cinq kilomètres de long. La randonnée est autorisée, bien qu'il n'y ait pas de sentier, et la route goudronnée est ouverte aux piétons et aux cyclistes de 6 h à 21 h 30 seulement. Le mont Scott est également populaire pour ses nombreuses aires d'escalade.

## Toponymie
Le sommet est nommé en l'honneur du général Winfield Scott.

## Géographie
Le refuge faunique Wichita Mountains est situé dans le Sud-Ouest de l'Oklahoma, juste au nord de la ville de Lawton et de Fort Sill. La zone est située près de l'Interstate 44, à environ 145 km d'Oklahoma City. La proximité du refuge avec Fort Sill implique que les tirs d'artillerie peuvent souvent être entendus par les visiteurs et sont parfois confondus avec le tonnerre.
Le mont Scott est le deuxième plus haut sommet parmi les montagnes du refuge faunique, mais il reste le plus connu et le plus régulièrement visité. La route goudronnée qui serpente depuis la base jusqu'au sommet du mont Scott offre une belle vue sur les plaines de l'Oklahoma. Le mont Pinchot, qui se trouve à plusieurs kilomètres à l'ouest, est le point le plus élevé dans le refuge, étant quatre mètres plus haut. Le mont Pinchot est situé à l'intérieur de l'aire spéciale d'utilisation du refuge faunique qui est réservée à la gestion de la faune et fermée au public. Depuis le flanc ouest du mont Scott sont visibles certaines montagnes comme le mont Elk, le mont Sheridan et le pic Haley, point culminant des montagnes Wichita, qui se trouve juste à l'extérieur du coin nord-ouest du refuge,,.

## Ascension

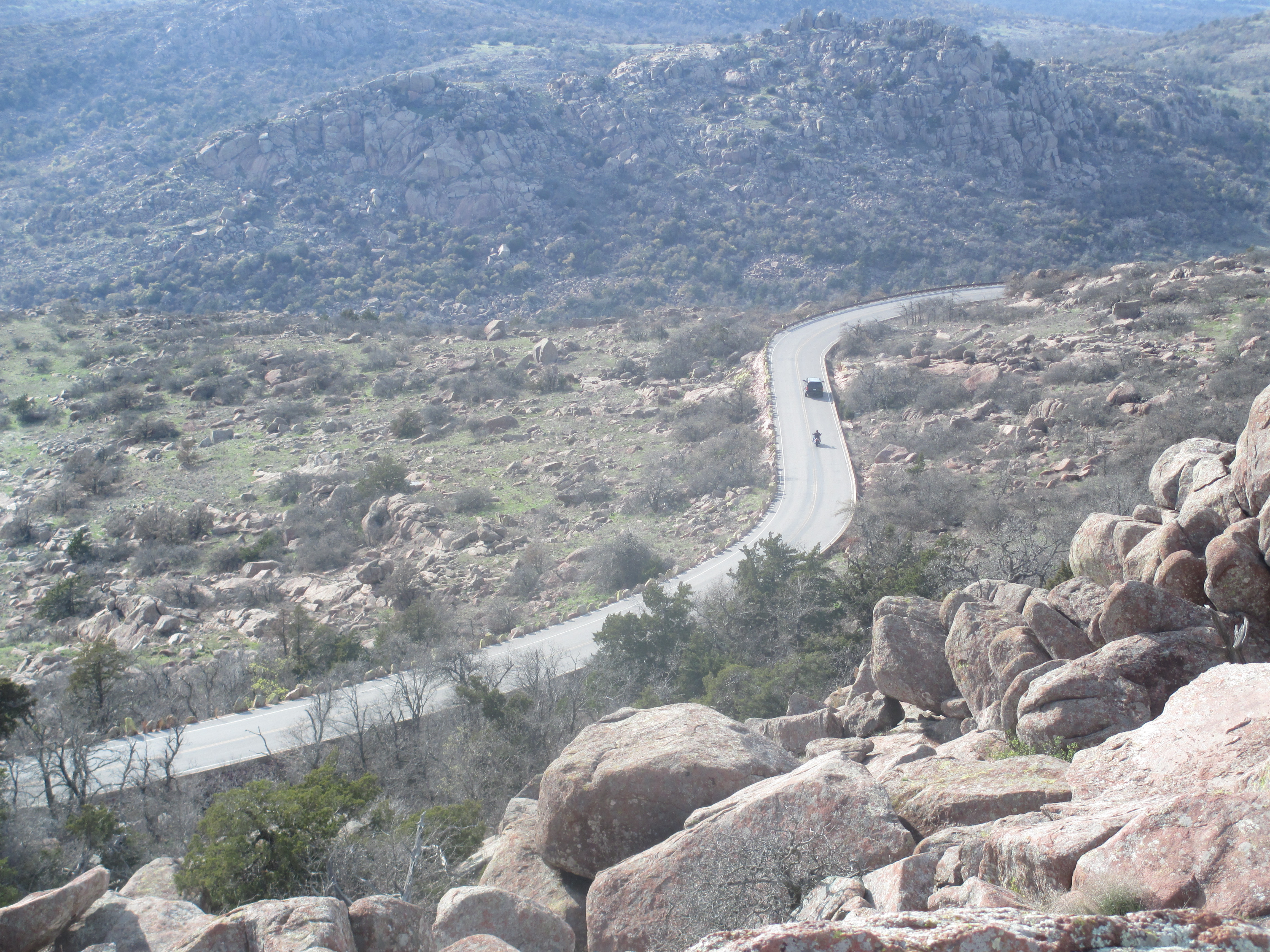
Vue de la route sinueuse depuis le sommet du mont Scott.

Le sommet est accessible par une route goudronnée qui serpente autour de la montagne. Plusieurs arrêts sont aménagés pour admirer le paysage et un parking est disponible en haut de la montagne.
Les vélos sont autorisés sur la route menant au sommet du mont Scott mais, bien que la distance soit assez courte, le trajet n'est pas recommandé pour les débutants. Les pentes raides, les vents de travers, les virages serrés, et la circulation automobile rendent le trajet dangereux.
Le sommet peut également être atteint en randonnée pédestre, bien qu'il n'y ait pas d'itinéraire tracé jusqu'au sommet, et les groupes importants de piétons sont interdits sur la route. Cependant, les visiteurs sont autorisés à stationner à la base de la montagne et à se rendre aux voies d'escalade disponibles sur la montagne.